# A Woman There Was

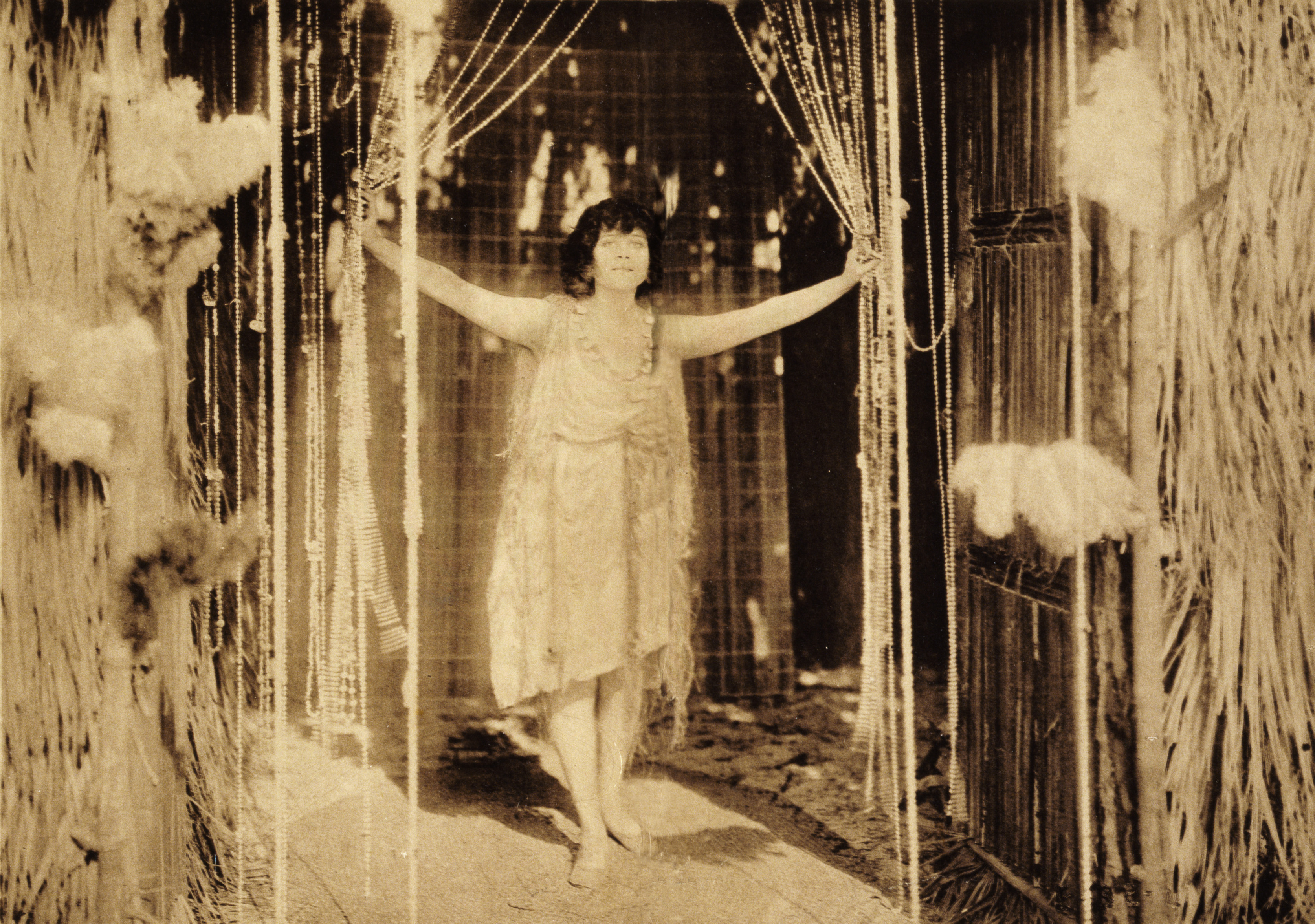
Theda Bara em A woman there was.

A Woman There Was é um filme mudo de drama romântico norte-americano de 1919, dirigido por J. Gordon Edwards e estrelado por Theda Bara. O filme é baseado na história "Creation's Tears", de George James Hopkins (sob o nome de "Neje Hopkins").

## Sinopse
Zara, a filha de um chefe tribal dos mares do Sul, apaixona-se com um missionário e é morta depois de ajudá-lo a escapar.

## Elenco
- Theda Bara como Princesa Zara
- William B. Davidson como Rev. Winthrop Stark
- Robert Elliott
- Claude Payton
- John Ardizoni - Majah

## Status de preservação
O filme atualmente é considerado perdido.

## Produção
A Woman There foi filmado em Miami, Flórida.